# Колонж ан Шароле
Колонж ан Шароле (фр. Collonge-en-Charollais) насеље је и општина у источном делу централне Француске у региону Бургоња, у департману Саона и Лоара која припада префектури Шарол.
По подацима из 2011. године у општини је живело 139 становника, а густина насељености је износила 11,42 становника/km². Општина се простире на површини од 12,17 km². Налази се на средњој надморској висини од 350 метара (максималној 489 m, а минималној 234 m).

## Демографија
| 1962. | 1968. | 1975. | 1982. | 1990. | 1999. | 2011. |
| ----- | ----- | ----- | ----- | ----- | ----- | ----- |
| 118   | 150   | 168   | 151   | 134   | 117   | 139   |

График промене броја становника у току последњих година